# ATP Challenger Tour
Az ATP Challenger Tour (korábbi nevén: ATP Challenger Series) az ATP által szervezett nemzetközi férfi tenisztornák egy csoportja. Világranglista-pontok és összdíjazás tekintetében az ATP World Tour 250 Series alatt és a Futures-tornák fölött állnak rangban. Fontossági sorrendben a második legfontosabb körverseny az ATP Tour mögött és a Futures-tornák, valamint az ITF Men's Circuit előtt.

## Díjazása, világranglista pontok
A Challenger tornák összdíjazása 40 000 dollár és 220 000 dollár között van, a pontok kiosztása is ennek megfelelően történik, a 25 000-es tornán egy esetleges győzelemmel 50 világranglista pontot lehet megszerezni, a 150 000-es tornán 100 pontot.
A játékos világranglista-helyezését úgy számítják ki, hogy ha referencia ponttól (minden hét első napja) előtti 52 hét eredménye eléri 400 pontot az 100. hely körül lesz rangsorolva, 200 pont elérése esetén 200. hely körüli eredmény, 100 pont 350. körüli helyre jogosít, az 50 pont az világranglista 500. hely közelébe helyezi a játékost.

## Játékosok
A versenyeken elsősorban a Future tornákon szereplő játékosok indulnak, így a legtöbb játékos az alacsony díjazás és alacsony ranglistahelyezés miatt a világranglista 100–500. helye körül kerül ki.

## Versenyek
A 2010-es ATP Challenger Tour naptárban 15 kiemelt Tretorn SERIE+ torna és körülbelül 150 normál verseny szerepel.

### Tretorn Serie+
2007-től egy új labdaszponzor révén a Challenger Tornák keretén belül elindult egy új körverseny amely Tretorn Serie+ nevet viseli és a sorozatban részt vevő tornák kiemeltek lettek az összdíjazásuk révén, amely minden esetben meghaladta a 100 000 dollárt.

### 2009-es tornák
| Típus | Torna                                   | Borítás         | Város          | Ország        | Kontinens   |
| ----- | --------------------------------------- | --------------- | -------------- | ------------- | ----------- |
| TS+   | Prime Aberto de São Paulo               | Kemény          | São Paulo      | Brazília      | Dél-Amerika |
| TS+   | Intersport Heilbronn Open               | Kemény(fedett)  | Talheim        | Németország   | Európa      |
| TS+   | KGHM Dialog Polish Indoors              | Kemény(fedett)  | Wrocław        | Lengyelország | Európa      |
| TS+   | GEMAX Open                              | Kemény (fedett) | Belgrád        | Szerbia       | Európa      |
| TS+   | Internazionali di Bergamo               | Kemény(fedett)  | Bergamo        | Olaszország   | Európa      |
| TS+   | Tunis Open                              | Salak           | Tunisz         | Tunézia       | Afrika      |
| TS+   | Israel Open                             | Kemény          | Ramat Hasharon | Izrael        | Ázsia       |
| TS+   | Challenger Lugano                       | Salak           | Lugano         | Svájc         | Európa      |
| TS+   | Sporting Challenger                     | Salak           | Torino         | Olaszország   | Európa      |
| TS+   | Siemens Open                            | Salak           | Scheveningen   | Hollandia     | Európa      |
| TS+   | Zucchetti Kos Tennis Cup                | Salak           | Cordenons      | Olaszország   | Európa      |
| TS+   | Open Diputación                         | Kemény          | Pozoblanco     | Spanyolország | Európa      |
| TS+   | Porsche Open                            | Salak           | Poznań         | Lengyelország | Európa      |
| TS+   | San Marino CEPU Open                    | Salak           | San Marino     | San Marino    | Európa      |
| TS+   | Open Castilla y León                    | Kemény          | El Espinar     | Spanyolország | Európa      |
| TS+   | Pekao Open                              | Clay            | Szczecin       | Lengyelország | Európa      |
| TS+   | Ethias Trophy                           | Kemény (fedett) | Mons           | Belgium       | Európa      |
| TS+   | Samsung Securities Cup                  | Kemény          | Szöul          | Dél-Korea     | Ázsia       |
| TS+   | Flea Market Cup Busan Challenger Tennis | Kemény          | Busan          | Dél-Korea     | Ázsia       |
| TS+   | Tatra Banka Slovak Open                 | Kemény (fedett) | Pozsony        | Szlovákia     | Európa      |
| TS+   | PEOPLEnet Cup                           | Kemény (fedett) | Dnepropetrovsk | Ukrajna       | Európa      |

## Lásd még
- Grand Slam-tornák
- ATP World Tour Finals
- ATP World Tour Masters 1000
- ATP World Tour 500 Series
- ATP World Tour 250 Series

## Külső hivatkozások
- (ATP) World Tour Hivatalos oldal
- International Tennis Federation (ITF) Hivatalos oldal